# Борис Трайковский (спортивный центр)
Спортивный центр «Борис Трайковский» (макед. Спортскиот центар „Борис Трајковски“) — крытая многофункциональная спортивная арена в городе Скопье, Северная Македония. Названа в честь бывшего президента страны Бориса Трайковского, в 2004 году погибшего в авиакатастрофе. Вмещает до шести тысяч зрителей во время гандбольных матчей, до восьми тысяч зрителей во время баскетбольных матчей и до десяти тысяч зрителей во время концертных выступлений.
Является домашней ареной национальной сборной Северной Македонии по баскетболу (как мужской, так и женской), национальной сборной по гандболу и национальной сборной по волейболу. Помимо собственно арены с зрительскими трибунами включает также четыре ресторана и спорт-бар. В 2008 году в спортивном центре «Борис Трайковский» проходили матчи чемпионата Европы по гандболу среди женщин.

## История
Строительство спортивного центра началось в июне 2004 года, в качестве основного инвестора выступил город Скопье — центр стал одним из приоритетных столичных проектов, озвученных тогдашним мэром города Ристо Пеновым. По плану руководства возведение нового спорткомплекса должно было быть завершено уже через год, однако в действительности во время производственного процесса возникли непредвиденные проблемы и срок сдачи в итоге несколько раз откладывался. Ещё во время рытья котлована под фундамент строители столкнулись с необычайно сильными грунтовыми водами, и вся строительная площадка оказалась затопленной. На устранение всех неполадок потребовалось выделение дополнительного миллиона евро из бюджета, однако в городской казне не нашлось таких средств, и возведение спортивного центра пришлось из-за этого остановить. Новый мэр Трифун Костовский вёл переговоры с правительством по передаче объекта в федеральную юрисдикцию, однако долгое время эти попытки не имели успеха. В феврале 2007 года правительство всё-таки подписало соглашение о передаче объекта. Для управления спорткомплексом было создано отдельное акционерное общество «Борис Трайковский», каждый инвестор получил определённое количество акций в соответствии с вложенными в строительство средствами. В качестве главного инвестора выступило правительство Македонии, вложившее в строительство 430 тыс. евро при общем бюджете в 17 млн евро.
Таким образом, официальное открытие спортивного центра состоялось 22 мая 2008 года, на церемонию открытия была приглашена американская выставочная баскетбольная команда «Гарлем Глобтроттерс». С этого момента здесь регулярно проходят соревнования по гандболу, баскетболу, волейболу, на арене проходили концерты таких известных артистов как Ленни Кравиц, Джордже Балашевич, Желько Йоксимович, Северина Вучкович, Елена Карлеуша, OneRepublic, ZZ Top, Underworld, Whitesnake и др. В 2011 году премьер-министр Никола Груевский открыл здесь ледовый каток и трассу для картинга.

## Галерея

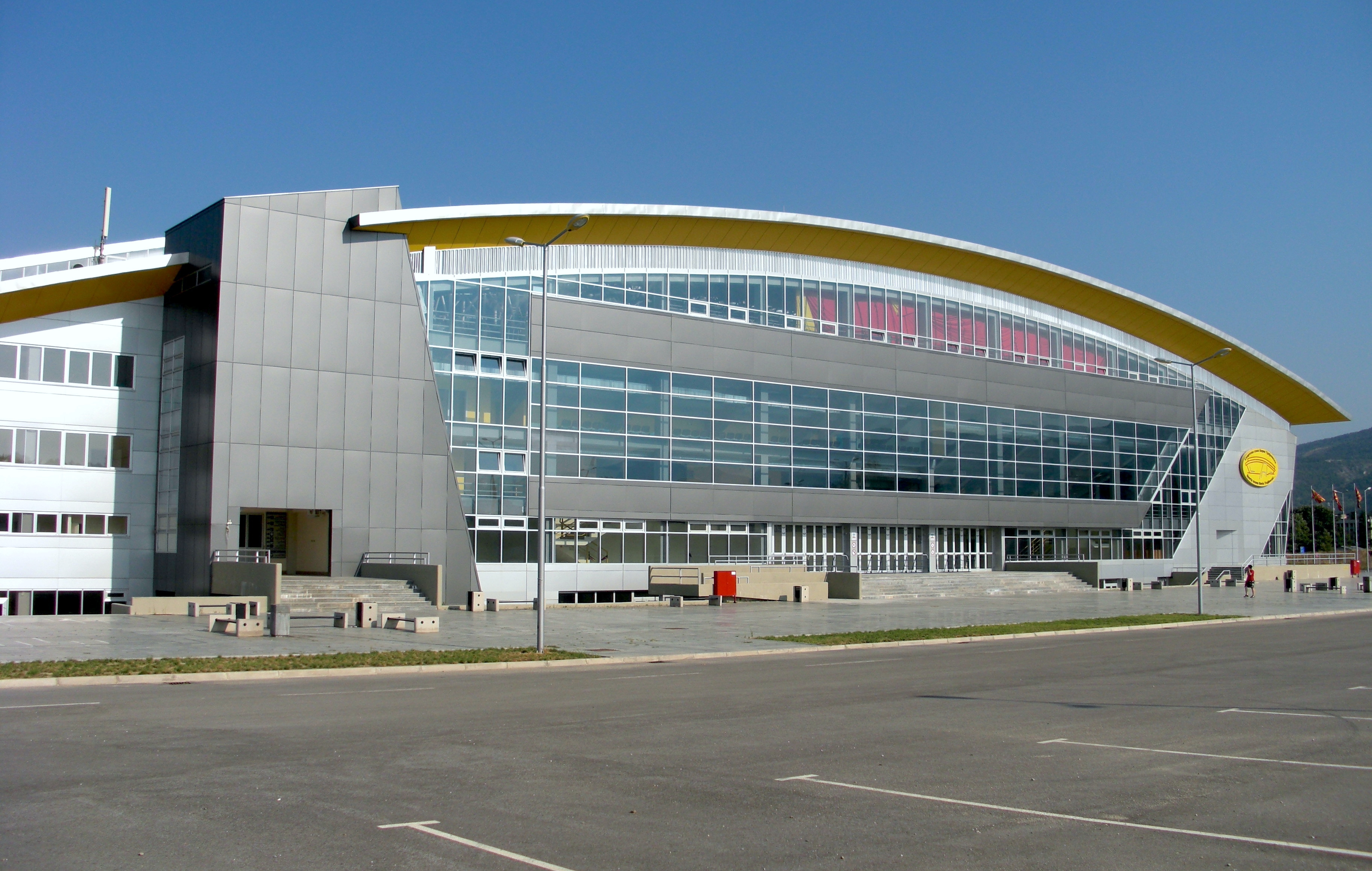
Вид со стороны
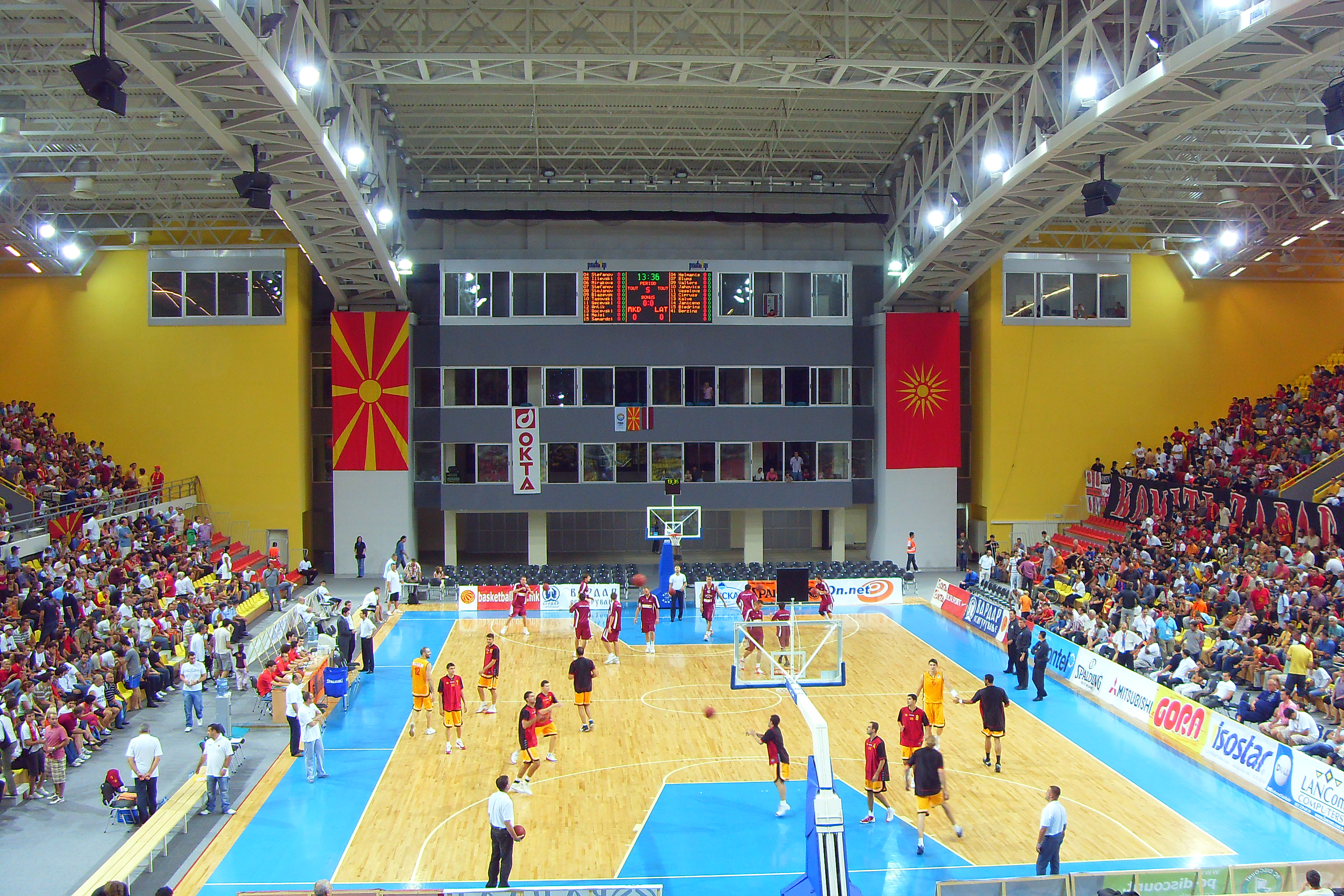
Восточная часть спортцентра
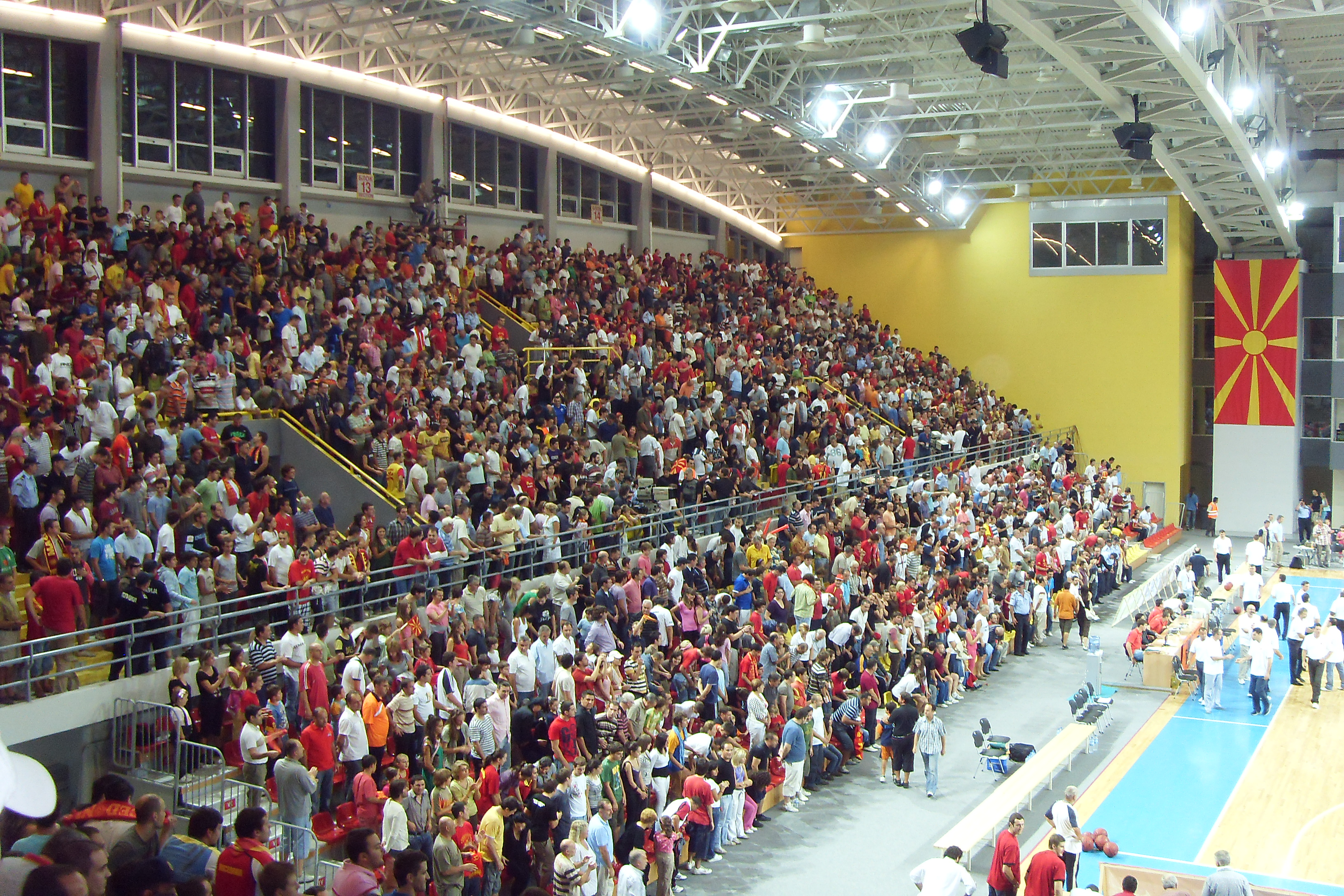
Северная часть спортцентра
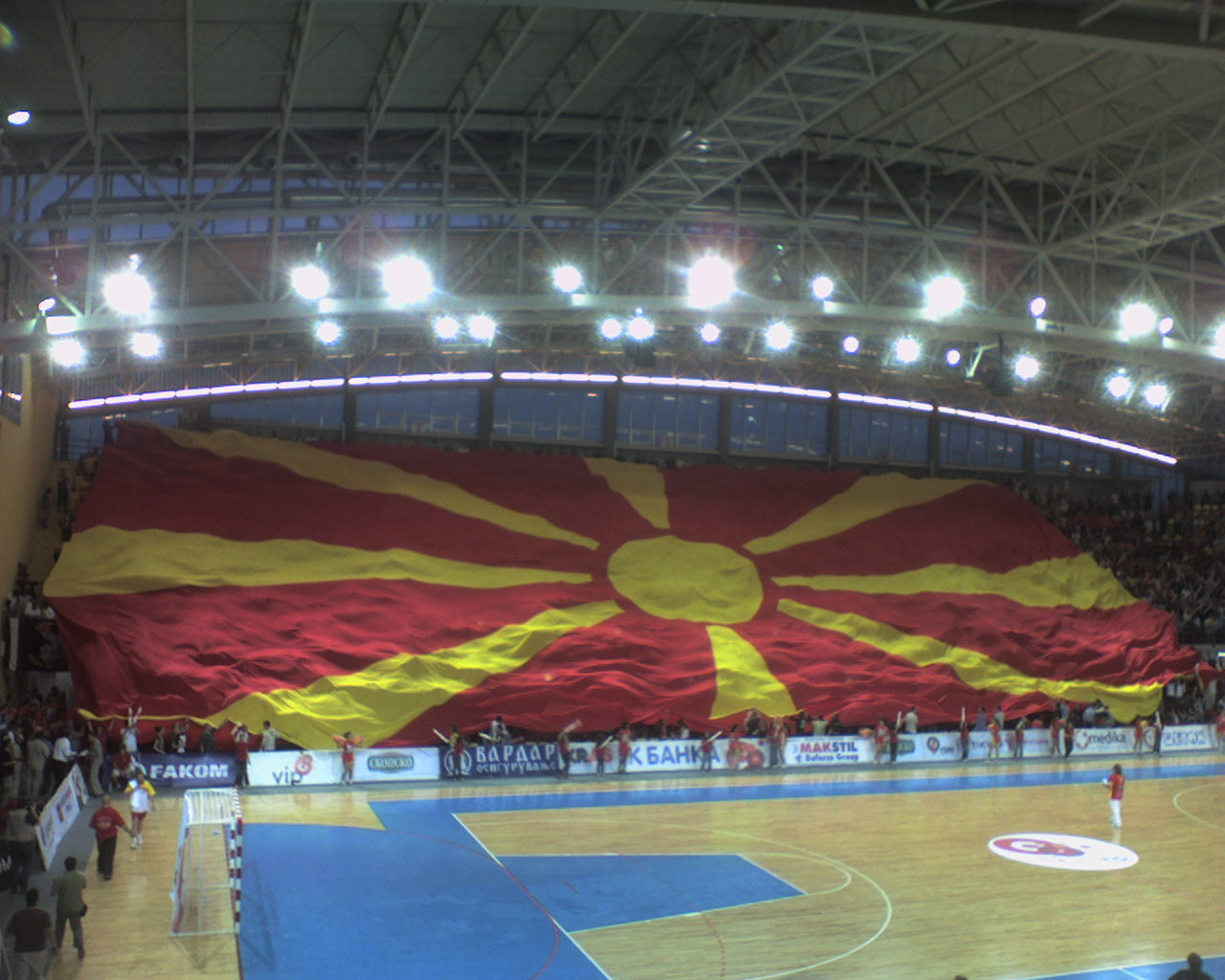
Болельщики с большим флагом Македонии
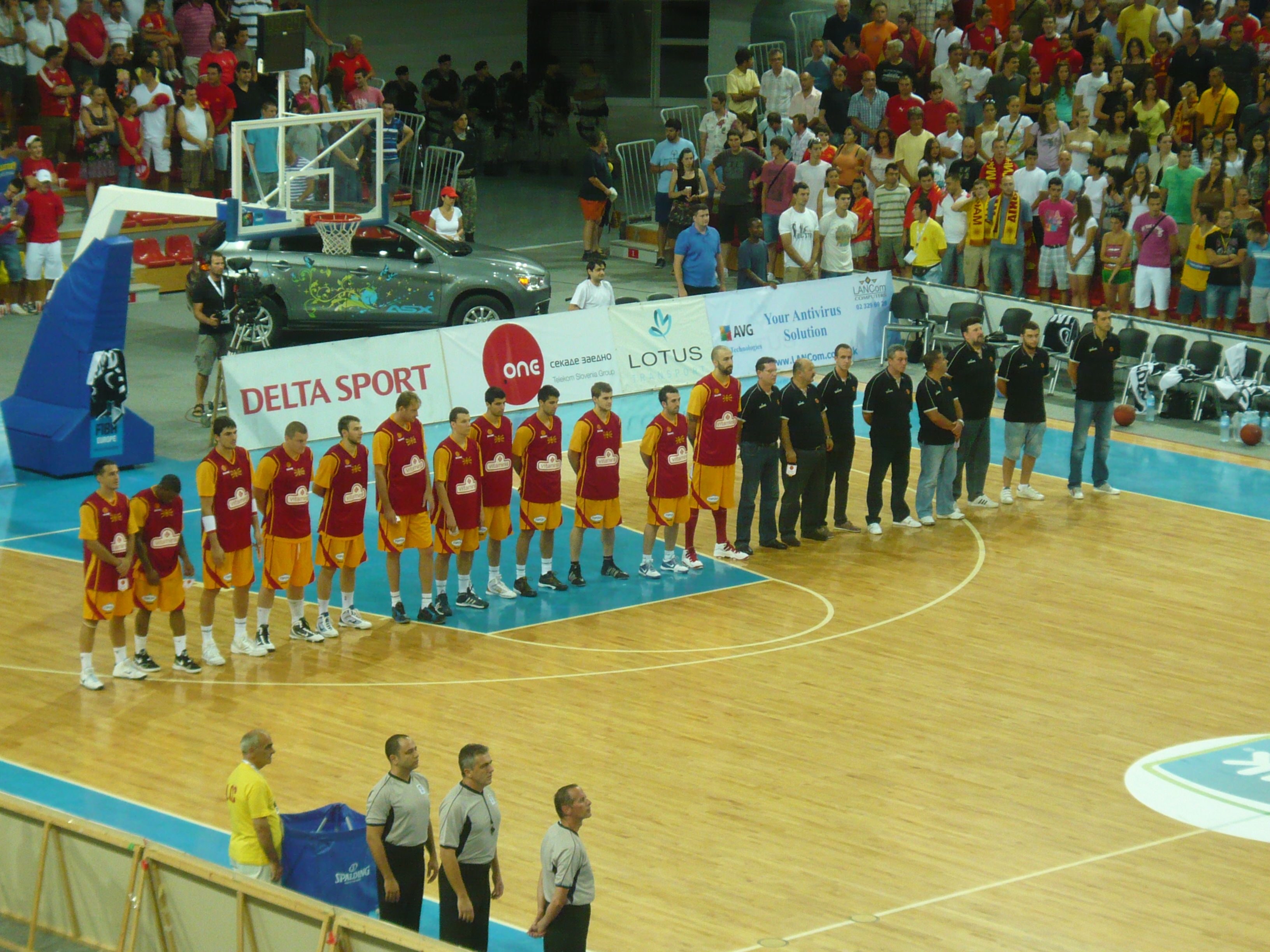
Сборная Македонии по баскетболу на арене